# East Fultonham (Ohio)
East Fultonham é um lugar designado pelo censo localizado no condado de Muskingum no estado estadounidense de Ohio. No Censo de 2010 tinha uma população de 335 habitantes e uma densidade populacional de 219,23 pessoas por km².

## Geografia
East Fultonham encontra-se localizado nas coordenadas 39° 50′ 39″ N, 82° 07′ 20″ O. Segundo a Departamento do Censo dos Estados Unidos, East Fultonham tem uma superfície total de 1.53 km², da qual 1.21 km² correspondem a terra firme e (21.02%) 0.32 km² é água.

## Demografia
Segundo o censo de 2010, tinha 335 pessoas residindo em East Fultonham. A densidade populacional era de 219,23 hab./km². Dos 335 habitantes, East Fultonham estava composto pelo 97.01% brancos, o 0.9% eram afroamericanos, o 0% eram amerindios, o 0.3% eram asiáticos, o 0% eram insulares do Pacífico, o 0.3% eram de outras raças e o 1.49% pertenciam a duas ou mais raças. Do total da população o 0.9% eram hispanos ou latinos de qualquer raça.